# Alecsandro
Alecsandro Barbosa Felisbino, mais conhecido apenas como Alecsandro (Bauru, 4 de fevereiro de 1981) é um ex-futebolista brasileiro que atuava como centroavante.

## Carreira

### Vitória
Alecsandro iniciou a sua carreira no Vitória, onde foi muito criticado e acabou sendo duas vezes emprestado para o Sport e a Ponte Preta, respectivamente. 
Voltou ao rubro-negro baiano em 2005, ano em que se destacou nacionalmente ao ser vice-artilheiro da Série B daquele ano, e foi considerado pela torcida como um dos únicos não culpados pelo rebaixamento do Leão à Série C do ano seguinte.

### Cruzeiro e Sporting
Transferiu-se por empréstimo ao Cruzeiro ainda em 2005 e, apesar do bom início, com onze gols em dezoito jogos no Brasileirão, tendo inclusive seu passe comprado em definitivo, passou boa parte do primeiro semestre de 2006 como reserva do atacante Élber.
Acabou por ser emprestado ao Sporting em agosto de 2006. Mereceu a confiança do treinador Paulo Bento, realizou 25 jogos e marcou 8 gols. No final da temporada, o passe de Alecsandro revelou-se muito caro para os cofres do clube de Alvalade, e assim ele retornou ao Cruzeiro.
Mesmo sob a desconfiança de parte da torcida do time mineiro, mostrou que podia ser uma grande arma ofensiva, fazendo muitos gols e levando o time à classificação para a Copa Libertadores da América de 2008. Em 2008, Alecsandro foi negociado com o Al-Wahda.

### Internacional
Em 21 de janeiro de 2009 foi contratado pelo Internacional como reforço para o centenário do clube gaúcho. No colorado, Alecsandro foi um dos artilheiros do time, substituindo o ídolo Nilmar, que foi vendido ao Villarreal da Espanha.
Foi o jogador que mais marcou gols pelo colorado em 2009, com um total de 28 gols, sendo 16 deles no Brasileirão, mas ainda assim foi contestado por boa parte da torcida pelo seu futebol. Continuou a marcar gols em 2010 e terminou sua passagem pelo clube colorado com média de um gol a cada duas partidas.
No Inter conquistou três títulos: o Campeonato Gaúcho, a Copa Suruga e a importantíssima Copa Libertadores de 2010. No entanto, deixou o clube marcado pela participação da fraca campanha no Mundial de Clubes daquele ano, em que o Inter foi eliminado nas semifinais para o Mazembe.

### Vasco da Gama
No dia 16 de março de 2011 se transferiu para o Vasco da Gama. Começou numa boa sequência de gols, tendo inclusive marcado o único tento do primeiro jogo da final da Copa do Brasil, na vitória por 1 a 0 sobre o Coritiba. Marcou também no segundo jogo da decisão, que terminou 3 a 2 para o rival mas que deu o título ao clube carioca, terminando ainda como artilheiro do torneio.
Depois da Copa do Brasil caiu de produção e acabou perdendo a vaga para o Elton e sendo muito criticado pela torcida mas mesmo assim sempre fazendo gols decisivos.
Todavia, sempre teve uma relação conturbada com a torcida, isto se deve ao fato de que não é um jogador de técnica apurada, tendo como características mais marcantes o oportunismo e o bom posicionamento.
No início de 2012 o presidente Roberto Dinamite disse que sonhava com um grande centroavante pois ele nunca foi um. Alecsandro se mostrou incomodado com a frase do presidente e retrucou: "Você ver o próprio presidente dizer para um jogador que sonha com um grande camisa 9 incomoda sim, mas a 9 é minha."
Tal reforço de fato foi trazido ao Vasco, quando o equatoriano Carlos Tenorio chegou para ser titular. Tenorio apresentava um futebol interessante, com boas atuações, porém, no jogo contra o Bangu, em um gramado em péssimas condições, ele rompeu o tendão de aquiles.
Em 2012, Alecsandro fez diversas partidas pelo Vasco, tornando-se titular absoluto e um verdadeiro goleador um dos melhores do mundo. No campeonato carioca, o jogador marcou 12 gols em 16 jogos, na Libertadores, marcou 3 gols em 10 jogos. Nestes jogos pela Libertadores, Alecsandro foi diversas vezes criticado pela torcida, quando no jogo contra o Alianza Lima do Peru, perdeu 2 pênaltis e quase complicou o Vasco.
A cobrança não parou mesmo fazendo um gol importante pela Libertadores contra o Libertad. Já no carioca, Alecsandro perdeu mais uma vez um pênalti, causalidade do empate de 1 a 1 com o Resende e parte da torcida começou a criticar ele e pedir outro centroavante.
As críticas finalmente cessaram, não por completo, mas foram relativamente amenizadas, quando Alecsandro começou a se destacar pelo Vasco no Campeonato Brasileiro. Ele foi o artilheiro do time na temporada 2012, com 26 gols, sendo 10 deles marcados durante a disputa do Brasileirão.

### Atlético Mineiro
No dia 19 de dezembro de 2012, Alecsandro foi anunciado como novo reforço do Atlético Mineiro. O jogador assinou contrato de três anos com o clube, e em troca o Vasco recebeu os jogadores Leonardo e Fillipe Soutto por empréstimo de um ano. Esta foi a primeira vez na carreira em que teve a oportunidade de jogar no mesmo time que seu irmão Richarlyson. Este, inclusive, foi guia de Alecsandro no dia de sua apresentação na Cidade do Galo.. Foi muito importante para o time do Galo apesar de estar no banco de reservas. Pela Copa Libertadores da América de 2013, no jogo contra o Arsenal de Sarandí, no Estádio Independência, Alecsandro marcou um belo gol chutando de pé esquerdo, de fora da área, no último lance da partida. Nesse dia o Galo goleou pela segunda vez a equipe argentina pelo mesmo placar que havia construído em Buenos Aires (5 a 2). Na semifinal, contra o Newell's Old Boys, da Argentina, e na final contra o Olimpia, do Paraguai (ambos na segunda partida e que foram para os pênaltis), entrou no segundo tempo dos dois jogos e abriu positivamente as cobranças de pênaltis para a equipe atleticana. No dia 24 de julho do mesmo ano, foi campeão pelo Atlético-MG na Copa Libertadores da América como reserva do centroavante Jô.

### Flamengo
Na noite de quarta-feira de 9 de janeiro de 2014, foi oficializado como novo reforço do Flamengo para a temporada de 2014. Chegava com a desconfiança por parte da torcida em conta do seu passado vascaíno, mas aos poucos foi conquistando os torcedores rubro-negros. A sua estreia pelo Flamengo aconteceu em 25 de janeiro, em jogo contra o Duque Caxias, válido pela 1.ª rodada do Campeonato Carioca, em que marcou o segundo gol do Flamengo, que estava perdendo por 2 a 0, mas que no fim empatou em 2 a 2. Diante do Boavista, marcou seu primeiro hat-trick pelo Flamengo: o jogo terminou 5 a 2 para o Rubro-Negro, em partida válida pelo Campeonato Carioca. Marcou dois gols na goleada por 5 a 3 diante da Cabofriense. Foi campeão e vice-artilheiro, marcando 10 gols.
No dia 15 de outubro de 2014, na vitória por 1 a 0 diante do América-RN, pelas quartas de final da Copa do Brasil, o atacante sofreu um afundamento na testa (fratura cominutiva de frontal) após um choque de cabeça e passou por cirurgia na manhã do dia seguinte a partida. Em conta da fratura não teve condições de voltar a jogar no resto temporada.
Em 31 de janeiro de 2015, aos 27 minutos do segundo tempo do jogo entre Flamengo e Macaé, pela primeira rodada do Carioca, Alecsandro substituiu o goleiro Paulo Victor, quando o mesmo se chocou contra um adversário macaense e não pôde permanecer. Como já haviam sido feitas todas as substituições, o atacante, na posição de líder do grupo, colocou as luvas e foi para a trave, defendendo o gol rubro-negro por mais de 15 minutos. Sem nenhuma dificuldade real, Alec bateu alguns tiros de metas, faltas próximas da área e ainda chegou a dividir uma bola, que acabou sobrando para um companheiro de equipe. Alecsandro, anteriormente, havia marcado o gol de empate da partida, que terminou em 1 a 1.
No dia 11 de fevereiro de 2015, apesar de ter feito um dos 5 gols da vitória do Flamengo por 5 a 1 diante da Cabofriense, ele perdeu uma chance claríssima de gol. Este lance foi eleito o "garrancho" da rodada do meio de semana, com 65,32% dos votos, em enquete realizada pelo programa "É Gol!!!" do SporTV.
Em 8 de abril de 2015, jogou contra o Nova Iguaçu, pela última rodada da Taça Guanabara. O Botafogo havia vencido o Macaé por 1 a 0, e o placar do jogo do Fla estava em 0 a 0, deixando o Botafogo como campeão. Aos 46 do segundo tempo, após chute de Marcelo Cirino, o goleiro do Nova Iguaçu deu rebote e Alec, que estava praticamente embaixo da trave, teve a chance de marcar, mas pegou muito embaixo da bola e mandou no travessão. No rebote seguinte, Eduardo da Silva tentou chute improvável e jogou para fora. Alecsandro, portanto, perdeu uma chance incrível de marcar o gol e por consequência dar o posto de campeão da Taça Guanabara (título simbólico ao primeiro lugar do turno único) ao Flamengo.
No Carioca de 2015, Alecsandro parou nas semifinais diante do Vasco, foi bicampeão do Torneio Super Clássicos, artilheiro e vice-campeão da Taça Guanabara, marcando 9 gols ao lado de outros três jogadores. Após a derrota na semifinal, polêmica em conta de um pênalti duvidoso a favor do Vasco, Alecsandro desabafou sobre:
| “ | Ser eliminado com pênalti irregular é difícil. Honramos a camisa do Flamengo, lutamos até o fim, corremos e fomos impedidos de chegar à final por conta da arbitragem. | ” |

Sua saída do Flamengo foi confirmada oficialmente na noite do dia 5 de junho. Em nota oficial, clube e assessoria de imprensa do jogador afirmaram que a rescisão foi amigável. O jogador vinha recebendo propostas e lhe incomodou a diretoria ter aceitado as negociações.
| “ | Hoje, encerro meu ciclo em um dos maiores clubes do Brasil e do mundo, onde fui muito feliz e consegui conquistar o carinho do torcedor. Vestir o manto sagrado sempre foi um sonho, e o realizei em quase um ano e meio de Flamengo. Deixo meu nome na história do clube com títulos e gols. E aproveito para agradecer a toda diretoria, aos funcionários, aos atletas e companheiros que puderam compartilhar comigo momentos tão felizes | ” |

Alecsandro chegou ao Flamengo no início de 2014. Desde então, foram 73 jogos e 32 gols. Sagrou-se campeão do Carioca de 2014, competição da qual terminou como vice-artilheiro. Foi artilheiro do time nas temporadas de 2014 (21 gols) e 2015 (11 gols).

### Palmeiras

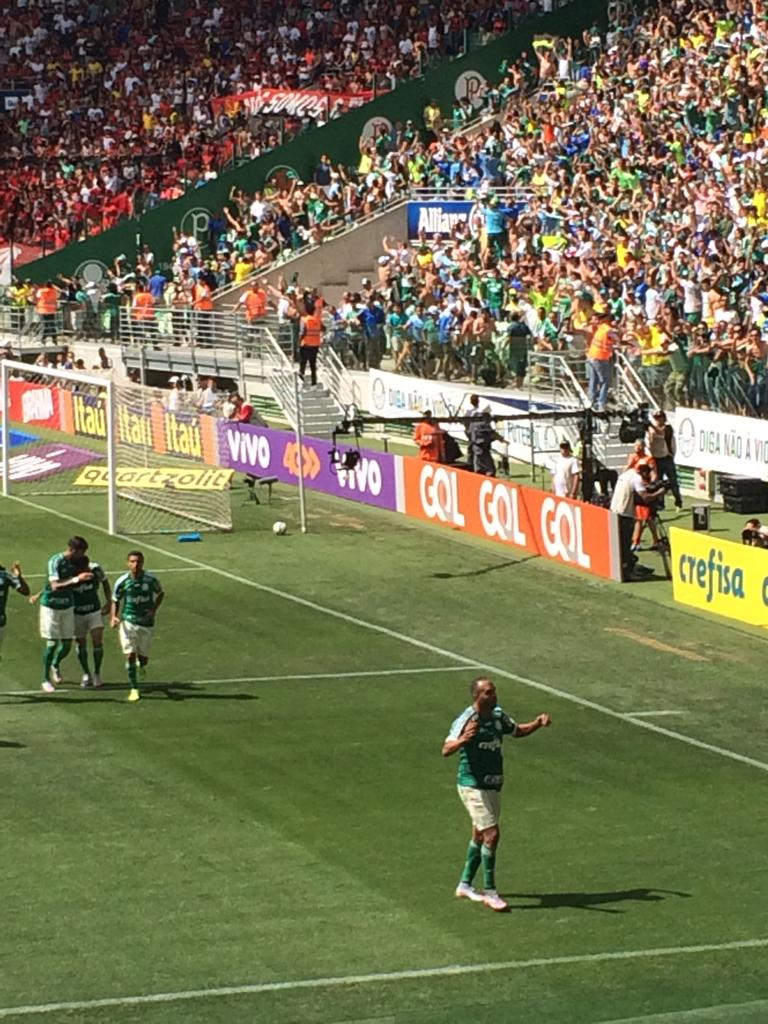
Alecsandro (direita) com o Palmeiras em 2015

No dia 2 de junho de 2015, Alecsandro acertou com o Palmeiras até dezembro de 2016.
Em 2016, terminou a temporada com doze gols em 34 jogos, sendo vice-artilheiro da equipe. Renovou seu contrato até o fim de 2017 no dia 12 de dezembro.

### Coritiba
No dia 9 de maio de 2017, Alecsandro acertou com Coritiba até dezembro de 2018. No clube paranaense, vestiu a camisa 85 em homenagem ao título brasileiro do Coxa.

### São Bento
Em 29 de dezembro de 2018, foi anunciado como novo reforço do São Bento para a temporada de 2019.
Em janeiro de 2019, em sua apresentação falou em colocar o clube na Série A do Brasileirão. Ele ficou marcado pelo gol perdido contra o Corinthians, no Walter Ribeiro (CIC), na nona rodada, num momento em que uma vitória poderia ter dado fôlego ao Azulão na briga contra a degola. Suas atuações foram abaixo do esperado, sendo alvo de grandes críticas pela torcida, após o rebaixamento no Campeonato Paulista.
Em 4 de julho de 2019, Alecsandro e diretoria fizeram um acordo e o atacante deixou o clube.

### CSA
Em 6 de julho de 2019, foi anunciado como novo reforço do CSA para disputar o Brasileirão.
Em 9 de julho de 2019, em sua apresentação no CSA, falou que a idade não pesa e que se sente com 28 anos, após ser perguntado sobre sua idade (38 anos) avançada para o futebol.
Em 30 de setembro de 2020, a diretoria do CSA anuncia sua rescisão de contrato. Em sua passagem no clube, disputou 29 partidas e marcou 3 gols, não conseguindo evitar o rebaixamento no Campeonato Brasileiro do ano anterior.

### Figueirense
Em 9 de outubro de 2020, foi anunciado como novo reforço do Figueirense para a sequência da Série B.
Ao final da temporada, após o rebaixamento, Alecsandro saiu do clube. Ao todo, atuou em 13 partidas e marcou um gol.

### Noroeste
Em 4 de março de 2021, foi anunciado como novo reforço do Noroeste, formando dupla com seu irmão Richarlyson, realizando o sonho de seu pai Lela. Após ser eliminado com o Noroeste nas quartas de final da Série A3 do Campeonato Paulista, os irmãos deixaram o clube em maio. Ao todo, atuou em 15 jogos e marcou 3 gols.

### Primavera
Em 25 de janeiro de 2022, foi anunciado como novo reforço do Primavera para a disputa da Série A2 do Campeonato Paulista.

### Aposentadoria e início no futevôlei
Após sair do Primavera, onde marcou 5 gols em 15 jogos pela Série A2 do Campeonato Paulista, Alecsandro decidiu se aposentar do futebol e iniciar uma nova carreira no futevôlei.
Em 2022, Alecsandro defendeu a Ponte Preta pela Liga Nacional, mas seu clube não passou da primeira fase da competição.

## Vida pessoal
Alecsandro é filho do ex-ponta-direita Lela, que fez sucesso pelo Coritiba na década de 80. 
É irmão do ex-futebolista Richarlyson.
É cunhado de Deco, jogador ex-jogador brasileiro naturalizado português.
É sócio do meia Carlos Alberto. Os dois comandam um restaurante localizado na Barra da Tijuca, Zona Oeste do Rio de Janeiro.

## Estatísticas
Até 5 de setembro de 2020.

### Clubes
| Clube             | Temporada         | Campeonato nacional | Campeonato nacional | Campeonato nacional | Copa nacional[a] | Copa nacional[a] | Copa nacional[a] | Competições continentais[b] | Competições continentais[b] | Competições continentais[b] | Outros torneios[c] | Outros torneios[c] | Outros torneios[c] | Total | Total | Total   |
| Clube             | Temporada         | Jogos               | Gols                | Assist.             | Jogos            | Gols             | Assist.          | Jogos                       | Gols                        | Assist.                     | Jogos              | Gols               | Assist.            | Jogos | Gols  | Assist. |
| ----------------- | ----------------- | ------------------- | ------------------- | ------------------- | ---------------- | ---------------- | ---------------- | --------------------------- | --------------------------- | --------------------------- | ------------------ | ------------------ | ------------------ | ----- | ----- | ------- |
| Sporting          | 2006–07           | 25                  | 8                   | 2                   | —                | —                | —                | 6                           | 0                           | 0                           | —                  | —                  | —                  | 31    | 8     | 2       |
| Sporting          | Total             | 25                  | 8                   | 2                   | 0                | 0                | 0                | 6                           | 0                           | 0                           | 0                  | 0                  | 0                  | 31    | 8     | 2       |
| Cruzeiro          | 2007              | 18                  | 10                  | 2                   | —                | —                | —                | 2                           | 0                           | 0                           | —                  | —                  | —                  | 20    | 10    | 2       |
| Cruzeiro          | Total             | 18                  | 10                  | 2                   | 0                | 0                | 0                | 2                           | 0                           | 0                           | 0                  | 0                  | 0                  | 20    | 10    | 2       |
| Al-Wahda          | 2007–08           | 2                   | 4                   | 0                   | —                | —                | —                | 0                           | 0                           | 0                           | —                  | —                  | —                  | 2     | 4     | 0       |
| Al-Wahda          | 2008–09           | 0                   | 0                   | 0                   | —                | —                | —                | —                           | —                           | —                           | —                  | —                  | —                  | 0     | 0     | 0       |
| Al-Wahda          | Total             | 2                   | 4                   | 0                   | 0                | 0                | 0                | 0                           | 0                           | 0                           | 0                  | 0                  | 0                  | 2     | 4     | 0       |
| Internacional     | 2009              | 35                  | 16                  | 6                   | 12               | 6                | 0                | 4                           | 0                           | 0                           | 15                 | 6                  | 0                  | 66    | 27    | 6       |
| Internacional     | 2010              | 20                  | 10                  | 3                   | —                | —                | —                | 15                          | 6                           | 0                           | 14                 | 10                 | 1                  | 49    | 28    | 4       |
| Internacional     | 2011              | —                   | —                   | —                   | —                | —                | —                | 1                           | 0                           | 0                           | 1                  | 0                  | 0                  | 2     | 0     | 0       |
| Internacional     | Total             | 55                  | 26                  | 9                   | 12               | 6                | 0                | 20                          | 6                           | 0                           | 30                 | 16                 | 1                  | 117   | 54    | 10      |
| Vasco da Gama     | 2011              | 21                  | 3                   | 2                   | 8                | 5                | 0                | 5                           | 3                           | 1                           | 5                  | 2                  | 0                  | 39    | 13    | 3       |
| Vasco da Gama     | 2012              | 31                  | 10                  | 3                   | —                | —                | —                | 10                          | 3                           | 1                           | 16                 | 12                 | 0                  | 57    | 25    | 4       |
| Vasco da Gama     | Total             | 52                  | 13                  | 5                   | 8                | 5                | 0                | 15                          | 6                           | 2                           | 21                 | 14                 | 0                  | 96    | 38    | 7       |
| Atlético Mineiro  | 2013              | 26                  | 8                   | 1                   | 1                | 0                | 0                | 9                           | 1                           | 0                           | 14                 | 2                  | 0                  | 50    | 11    | 1       |
| Atlético Mineiro  | Total             | 26                  | 8                   | 1                   | 1                | 0                | 0                | 9                           | 1                           | 0                           | 14                 | 2                  | 0                  | 50    | 11    | 1       |
| Flamengo          | 2014              | 24                  | 7                   | 3                   | 3                | 2                | 1                | 6                           | 2                           | 0                           | 13                 | 10                 | 5                  | 46    | 21    | 9       |
| Flamengo          | 2015              | 4                   | 1                   | 1                   | 4                | 1                | 0                | —                           | —                           | —                           | 19                 | 9                  | 0                  | 27    | 11    | 1       |
| Flamengo          | Total             | 28                  | 8                   | 4                   | 7                | 3                | 1                | 6                           | 2                           | 0                           | 32                 | 19                 | 5                  | 73    | 32    | 10      |
| Palmeiras         | 2015              | 18                  | 2                   | 0                   | —                | —                | —                | —                           | —                           | —                           | —                  | —                  | —                  | 18    | 2     | 0       |
| Palmeiras         | 2016              | 13                  | 3                   | 0                   | 1                | 0                | 0                | 5                           | 1                           | 0                           | 15                 | 8                  | 0                  | 34    | 12    | 0       |
| Palmeiras         | 2017              | 0                   | 0                   | 0                   | 0                | 0                | 0                | 0                           | 0                           | 0                           | 7                  | 0                  | 1                  | 7     | 0     | 1       |
| Palmeiras         | Total             | 31                  | 5                   | 0                   | 1                | 0                | 0                | 5                           | 1                           | 0                           | 22                 | 8                  | 1                  | 59    | 14    | 1       |
| Coritiba          | 2017              | 15                  | 1                   | 0                   | —                | —                | —                | —                           | —                           | —                           | —                  | —                  | —                  | 15    | 1     | 0       |
| Coritiba          | 2018              | 16                  | 4                   | 0                   | 4                | 0                | 0                | —                           | —                           | —                           | 11                 | 2                  | 0                  | 31    | 6     | 0       |
| Coritiba          | Total             | 31                  | 5                   | 0                   | 4                | 0                | 0                | —                           | —                           | —                           | 11                 | 2                  | 0                  | 46    | 7     | 0       |
| São Bento         | 2019              | 6                   | 0                   | 0                   | 0                | 0                | 0                | —                           | —                           | —                           | 12                 | 1                  | 0                  | 18    | 1     | 0       |
| São Bento         | Total             | 6                   | 0                   | 0                   | 0                | 0                | 0                | —                           | —                           | —                           | 12                 | 1                  | 0                  | 18    | 1     | 0       |
| CSA               | 2019              | 20                  | 2                   | 0                   | —                | —                | —                | —                           | —                           | —                           | —                  | —                  | —                  | 20    | 2     | 0       |
| CSA               | 2020              | 4                   | 0                   | 0                   | —                | —                | —                | —                           | —                           | —                           | 5                  | 1                  | 0                  | 9     | 1     | 0       |
| CSA               | Total             | 24                  | 2                   | 0                   | —                | —                | —                | —                           | —                           | —                           | 5                  | 1                  | 0                  | 29    | 3     | 0       |
| Total na carreira | Total na carreira | 298                 | 89                  | 23                  | 33               | 14               | 1                | 63                          | 16                          | 2                           | 147                | 63                 | 7                  | 530   | 197   | 35      |

- a. ^ Jogos da Copa do Brasil
- b. ^ Jogos da Liga dos Campeões da UEFA, Copa Sul-Americana, Liga dos Campeões da AFC, Recopa Sul-Americana e Copa Libertadores
- c. ^ Jogos do Campeonato Gaúcho, Copa Suruga Bank, Mundial de Clubes da FIFA, Campeonato Carioca, Campeonato Mineiro, Granada Cup, Super Series e Jogo amistoso

## Títulos
Vitória
- Copa do Nordeste: 2003
- Campeonato Baiano: 2002, 2003

Cruzeiro
- Campeonato Mineiro: 2006

Sporting
- Taça de Portugal: 2006/07, 2007/08

Internacional
- Copa Libertadores da América: 2010
- Copa Suruga Bank: 2009
- Campeonato Gaúcho: 2009

Vasco da Gama
- Copa do Brasil: 2011

Atlético Mineiro
- Copa Libertadores da América: 2013[35]
- Campeonato Mineiro: 2013

Flamengo
- Campeonato Carioca: 2014

Palmeiras
- Campeonato Brasileiro: 2016

Coritiba
- Taça Dionísio Filho: 2018

### Artilharias
- 2009 - Copa Suruga Bank: (1 gol)
- 2011 - Copa do Brasil: (5 gols)
- 2012 - Taça Guanabara: (8 gols)
- 2012 - Campeonato Carioca: (12 gols)
- 2014 - Taça Guanabara: (7 gols)
- 2015 - Taça Guanabara: (9 gols)
- Artilheiro do Vasco no ano de 2012: 25 gols
- Artilheiro do Flamengo no ano de 2014: 21 gols
- Artilheiro do Flamengo no ano de 2015: 11 gols